# Rudgea reticulata
Rudgea reticulata är en måreväxtart som beskrevs av George Bentham. Rudgea reticulata ingår i släktet Rudgea och familjen måreväxter. Inga underarter finns listade i Catalogue of Life.